# Éric Hallé
Eric Hallé est un joueur de volley-ball français né le 18 mai 1968 à Laval. Il mesure 1,88 m et jouait réceptionneur attaquant.Il entraine maintenant des jeunes du REC volley.

## Clubs
| Club                  | Pays   | De        | À         |
| --------------------- | ------ | --------- | --------- |
| ASPTT LAVAL           | France | 1983-1984 | 1985-1986 |
| Rennes Étudiants Club | France | 1986-1987 | 1996-1997 |

## Palmarès
- Champion de France de seconde division en 1987 et 1989

- Médaillé de bronze aux championnats du monde militaire en 1992